# Épieds (Maine-et-Loire)
Épieds ist eine französische Gemeinde mit 719 Einwohnern (Stand: 1. Januar 2022) im Département Maine-et-Loire in der Region Pays de la Loire. Die Gemeinde gehört zum Arrondissement Saumur und zum Kanton Doué-en-Anjou. Die Einwohner werden Épiedois genannt.

## Lage
Épieds liegt etwa 55 Kilometer südöstlich von Angers. Umgeben wird Épieds von den Nachbargemeinden Bellevigne-les-Châteaux im Norden und Nordwesten, Fontevraud-l’Abbaye im Norden und Nordosten, Saix im Osten, Morton im Südosten, Saint-Léger-de-Montbrillais im Süden und Südosten, Pouançay im Süden und Südwesten sowie Montreuil-Bellay im Westen und Südwesten.

## Bevölkerungsentwicklung
| Jahr                       | 1962 | 1968 | 1975 | 1982 | 1990 | 1999 | 2006 | 2018 |
| Einwohner                  | 551  | 489  | 430  | 487  | 587  | 545  | 607  | 747  |
| Quellen: Cassini und INSEE |      |      |      |      |      |      |      |      |

## Sehenswürdigkeiten

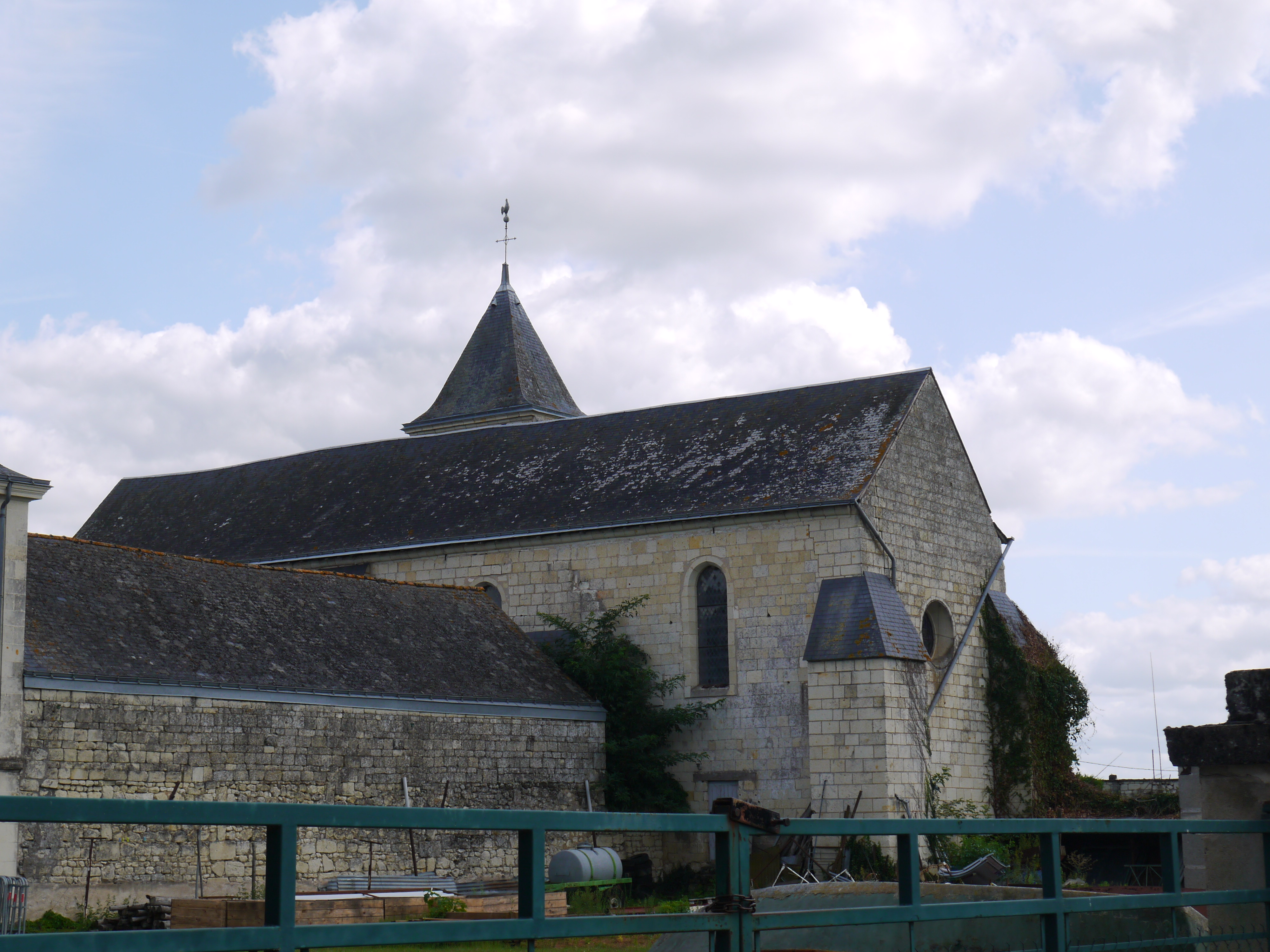
Kirche Sainte-Pierre

- Kirche Saint-Pierre

## Weinbau
Die Rebflächen in Épieds gehören zum Weinbaugebiet Anjou.